# Sony
Sony Corporation (jap. ソニー株式会社 Sonī Kabushiki-gaisha) – japoński producent elektroniki użytkowej i zarazem jeden z największych światowych producentów w tej branży, założony 7 maja 1946 roku przez Masaru Ibukę i Akio Moritę w Tokio jako Tokyo Communication Industry (jap. 東京通信工業 Tōkyō Tsūshin Kōgyō). Sony jest notowane na giełdach tokijskiej (TSE) i nowojorskiej (NYSE).

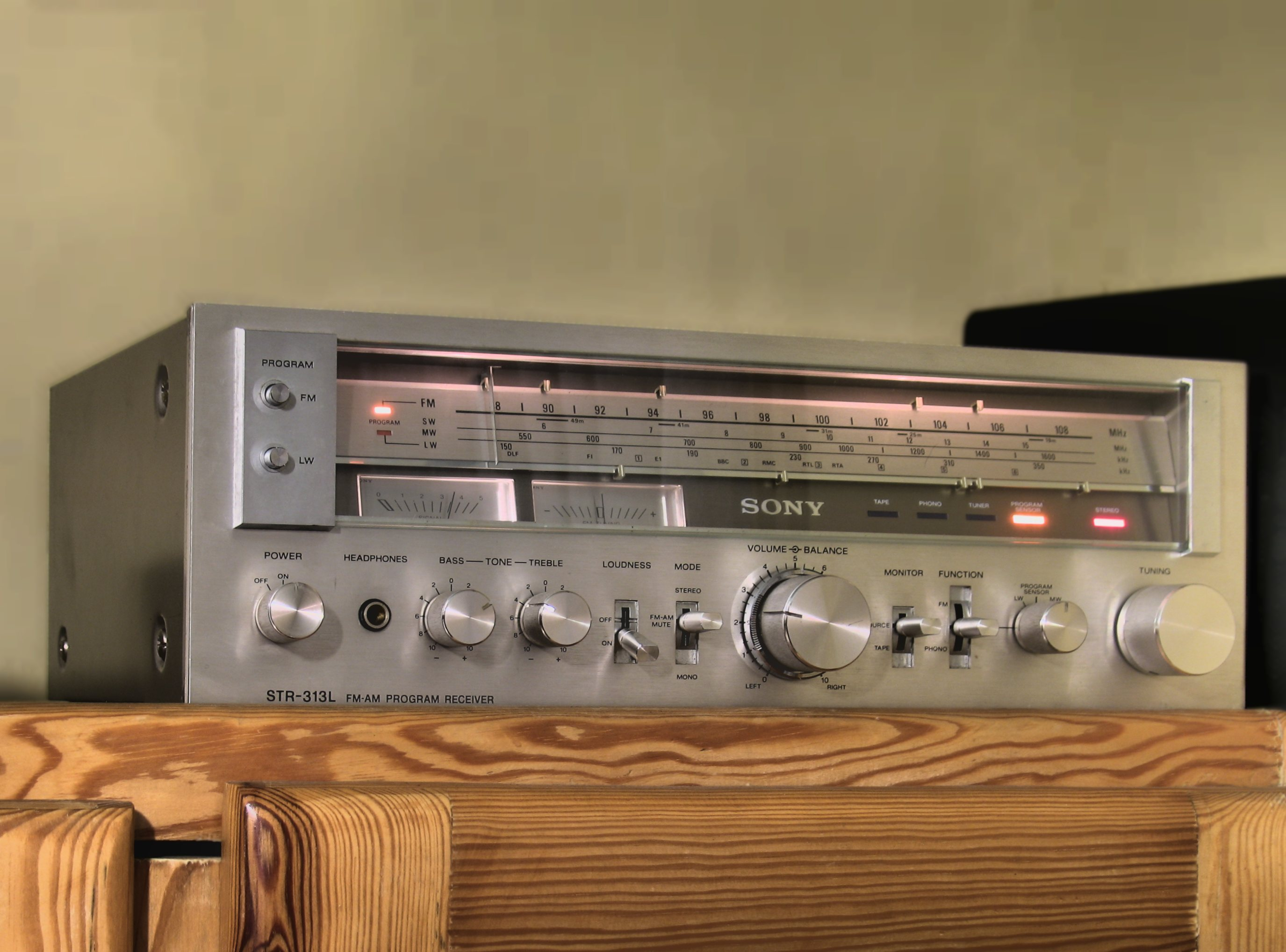
Amplituner Sony 313L z 1978 roku

Firma Sony jest znana z wprowadzonego na rynek w 1979 r. przenośnego odtwarzacza kasetowego „Walkman”. Wprowadziła też i wypromowała takie znaki towarowe jak Discman czy Trinitron. Wśród jej produktów znajduje się MiniDisc, seria konsoli wideo PlayStation, pamięci Memory Stick czy seria komputerów VAIO. Była również autorem, konkurencyjnego wobec VHS, systemu zapisu wideo Betamax, nośnika pamięci HiFD oraz współtwórcą standardu płyty CD.
Przedsiębiorstwo dzięki przejęciom jest także właścicielem m.in. studia filmowego Columbia Pictures oraz Sony Music – jednego z największych wydawców muzycznych. 1 kwietnia 2006 firma przejęła dział lustrzanek cyfrowych koncernu Konica Minolta, poszerzając tym samym swoją ofertę o nowy obszar, jakim jest segment cyfrowych aparatów fotograficznych opartych na lustrzankach jednoobiektywowych z bagnetem Minolta AF, nadając przy tym nazwę nowej marki – Sony Alpha (Sony α).
Logo Sony zostało zaprojektowane przez bliskiego kolegę założycieli, Yasuo Kurokiego, który pracował dla tego przedsiębiorstwa jako designer od 1957 r. do czasu jego odejścia na emeryturę. Ostatnich zmian w stylistyce logotypu dokonał w 1973 i była to propozycja zmiany na 50-lecie istnienia przedsiębiorstwa, ale pomysł nie przypadł do gustu twórcom przedsiębiorstwa.

## Historia

### Początki
Przedsiębiorstwo powstało w Tokio w 1946 r. jako instytut badawczy Tōkyō Tsūshin Kenkyū-jo, początkowo utrzymujący się z drobnych usług serwisowych. Rok później przekształcił się on w nisko skapitalizowane przedsiębiorstwo o nazwie Tōkyō Tsūshin Kōgyō Kabushiki Kaisha (w skrócie Totsuko), której głównym celem była produkcja sprzętu telekomunikacyjnego i woltomierzy.

### Lata 50.
Pierwsze produkty, jak elektryczny garnek do ryżu, poduszka elektryczna, czy megafon miały za zadanie zapewnić stałe wpływy i zagwarantować ciągłość wypłat dla pracowników. Przełomowe okazały się lata 50., kiedy przedsiębiorstwo wprowadziło na rynek m.in. magnetofon taśmowy (1950), czy radio tranzystorowe (1955). W roku 1955 dokonywała pierwszych transakcji na rynku pozagiełdowym, aby w grudniu 1958 zadebiutować na Tokyo Stock Exchange (TSE). Wcześniej, w styczniu tego samego roku zmieniła nazwę na Sony. Pochodzi ona od łacińskiego słowa „sonus” – dźwięk oraz „sonny – boy” – używanego przez Amerykanów na określenie małego chłopca. Dla jej twórców miało to taką zaletę, że nazwę tę w każdym języku wymawia się tak samo.

### Lata 60.
Szybki wzrost spółki wpłynął na wzrost sprzedaży i reputacji. W roku 1960 podjęto decyzję o otwarciu pierwszych oddziałów zagranicznych w USA i Szwajcarii, przez co Sony stała się prawdziwą korporacją międzynarodową.

### Lata 70.

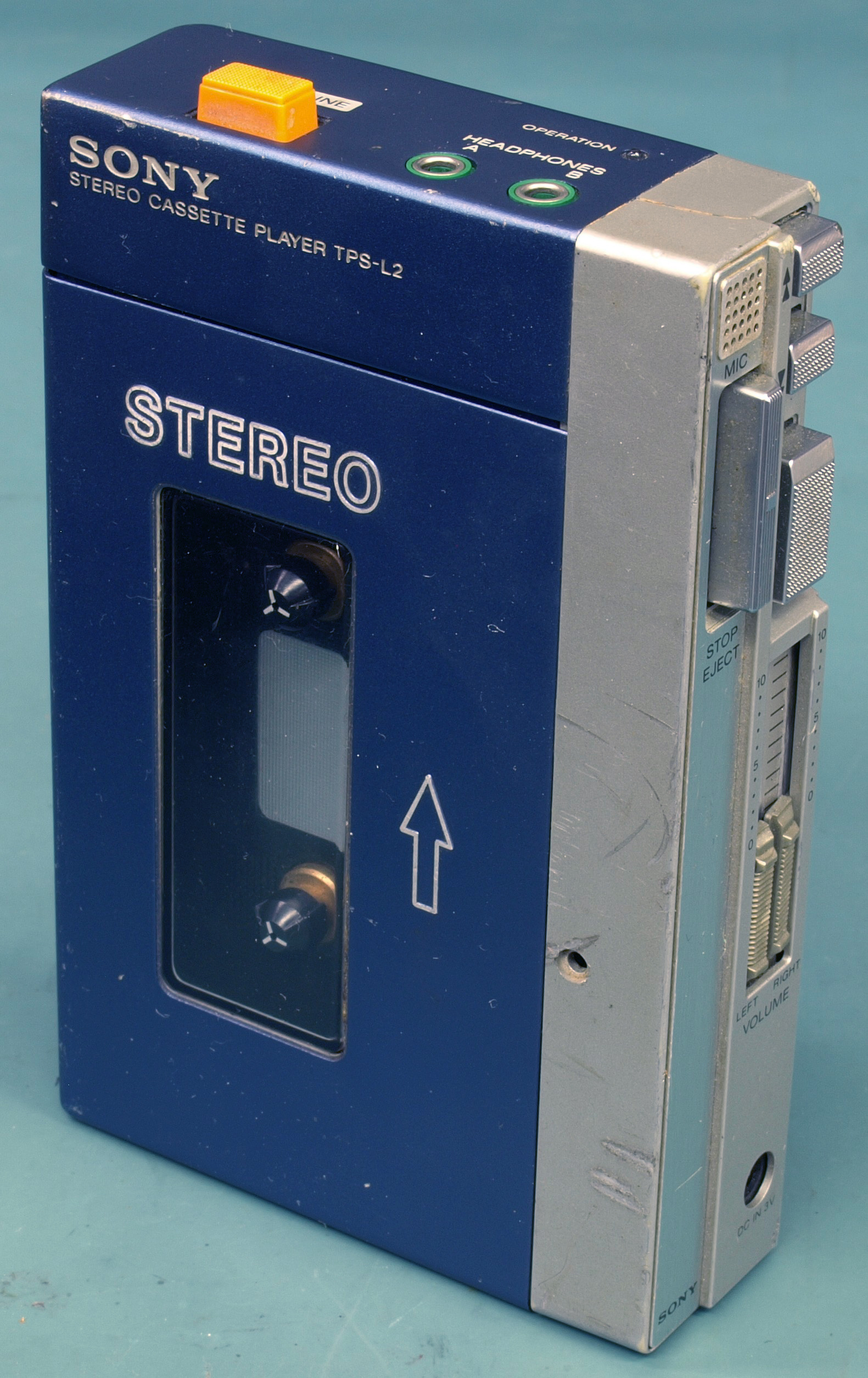
Pierwszy przenośny magnetofon o handlowej nazwie Sony Walkman.

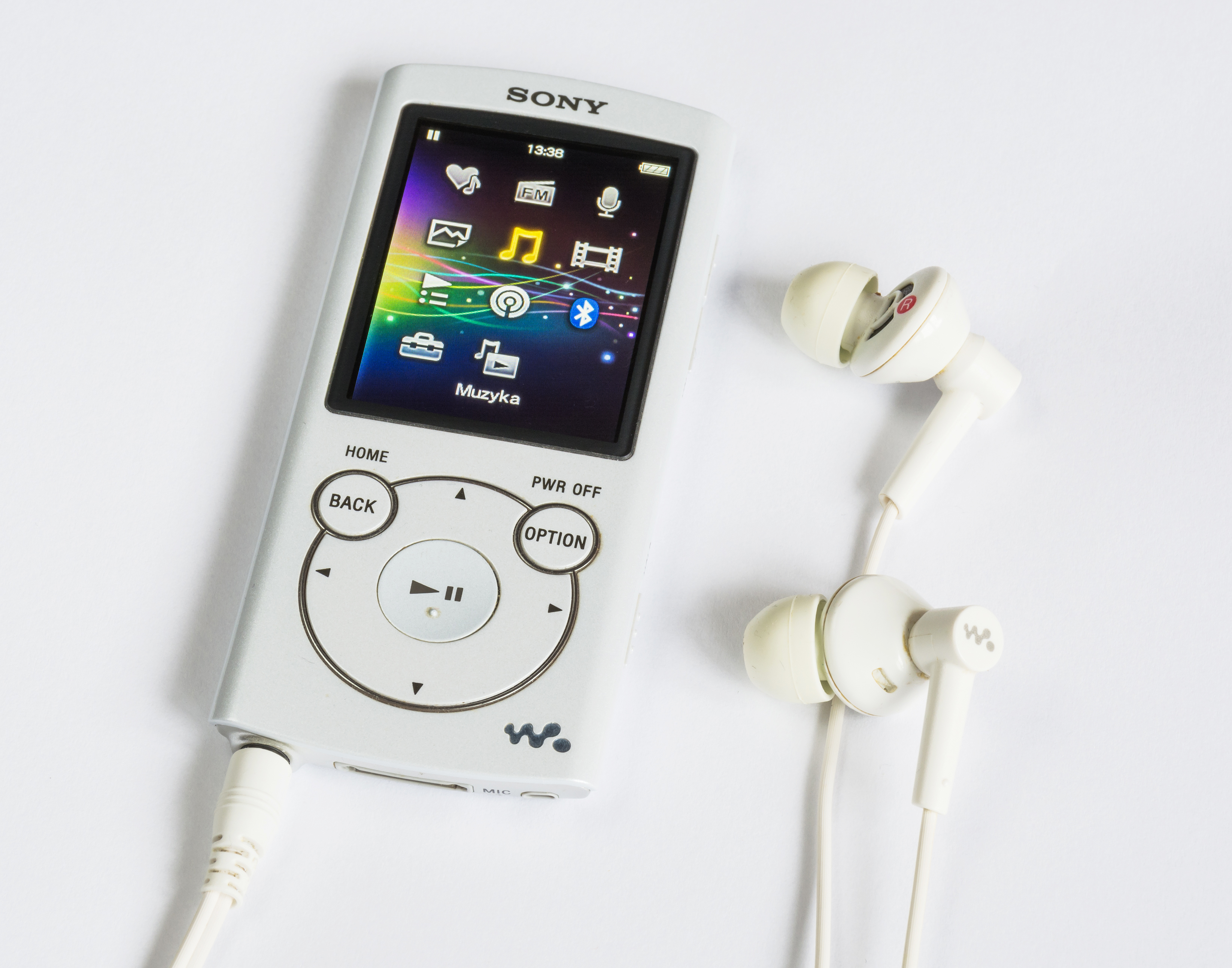
Odtwarzacz mp3 Sony Walkman NWZ-S765

W 1971 roku przedsiębiorstwo wprowadziło na rynek profesjonalny system zapisu kaset wideo o nazwie U-matic, który był wykorzystywany w latach 70. i 80. XX wieku, m.in. w zastosowaniach reporterskich (ang. electronic news-gathering).
Sony wprowadziło także własny format zapisu kaset wideo – Betamax – który przegrał rywalizację na rynku z gorszym technicznie formatem VHS.
Jednym z pierwszych przełomowych produktów był Walkman, który powstał w 1979 roku. Produkt utworzono przez usunięcie zbędnych funkcji magnetofonu i miniaturyzację pozostałych mechanizmów. Prace trwały rok. Mimo początkowo niskiego zainteresowania sprzedaż zaczęła gwałtownie rosnąć i w ciągu 2 lat sprzedano 1,5 mln sztuk, zaś w ciągu 15 lat od premiery na świecie sprzedało się 250 mln sztuk, z czego 120 mln wyprodukowała mająca ponad 40-procentowy udział w rynku Sony.
Pod koniec lat 70. XX wieku przedsiębiorstwo blisko współpracowało z holenderskim Phillipsem nad popularnym nośnikiem danych, płytą kompaktową.

### Lata 80.
1 października 1982 roku Sony wprowadziło na rynek pierwszy konsumencki odtwarzacz płyt kompaktowych, Sony CDP-101, a dwa lata później pojawił się pierwszy przenośny odtwarzacz płyt, ochrzczony mianem Discman. We współpracy z amerykańskim Hewlett Packardem korporacja opracowała i wprowadziła na rynek dyskietkę 3,5" o pojemności 1,44 MB.
Przedsiębiorstwo dopasowywało się do rynków, na których działało, oferując optymalną liczbę modeli produktu podzielonego na kilka linii. Krótki cykl życia i kolejne modyfikacje sprawiły, że na rynku odtwarzaczy przenośnych Sony stanowiła konkurencję dla siebie samego, pozostawiając pozostałe podmioty w tyle.
28 września 1989 roku Sony przejęło amerykańską wytwórnię filmową Columbia Pictures za 3,4 mld dolarów.

### Lata 90.
W 1992 roku na rynek wszedł format MiniDisc. 26 listopada 1992 roku w Warszawie odbyła się uroczysta inauguracja z okazji utworzenia Sony Poland, pierwszego oddziału przedsiębiorstwa w Europie Środkowo-Wschodniej, którego dyrektorem została po raz pierwszy w historii Sony kobieta.
W 1994 r. pod marką Playstation zaprezentowała swoją pierwszą konsolę do gier, a w 2000 r. wprowadziła na rynek jej kontynuację, Playstation 2.
W latach 90. Sony zaprezentowała telewizor plazmowy Sony Wega.
W 1996 roku wypuszczono pierwszy cyfrowy aparat fotograficzny Sony, Cyber-shot.

### XXI wiek
Konsole PlayStation i PlayStation 2 przyniosły Sony Corporation ogromny rynkowy sukces. W 2004 roku wprowadziło przenośną konsolę do gier pod nazwą PlayStation Portable (PSP), a w 2006 roku trzecią odsłonę konsoli PlayStation, wykorzystującą napęd blu-ray i procesor Cell.
6 czerwca 2006 r. koncern zadebiutował modelem Sony α100 w segmencie lustrzanek cyfrowych (ang. DSLR, Digital Single Lens Reflex Camera) z wymienną optyką. W ciągu roku od daty premiery nowego systemu w ofercie Sony pojawiła się druga lustrzanka przeznaczona na rynek półprofesjonalny (Sony α700) oraz ponad 20 obiektywów Minolty oznaczonych już jako Sony Alfa. Pojawiły się też nowe konstrukcje, w tym zaprojektowane przez niemieckie przedsiębiorstwo Carl Zeiss. W maju 2010 przedsiębiorstwo Sony zaprezentowało nowy bagnet dla sprzętu fotograficznego i video. Nosi on nazwę Sony E i zyskuje na popularności (aparaty serii NEX, ILCE, wsparcie wiodących producentów obiektywów).
1 grudnia 2007 Sony wprowadziło na rynek pierwszy masowo produkowany telewizor wykonany w technologii OLED. Planowana miesięczna produkcja to jedynie 2000 szt. Celem jest przede wszystkim pokazanie możliwości technicznych nowej technologii. Według założeń, żywotność tego telewizora sięgać będzie 30 tys. godzin, co stanowi mniej niż połowę obecnej żywotności telewizorów LCD.
Z powodu problemów finansowych w listopadzie 2011 roku firma ogłosiła plan zwiększenia zysków, określając rynek komputerów osobistych i telewizorów jako kluczowe obszary poprawy zyskowności, co w rezultacie udało się znacznie zmniejszyć straty w obszarze telewizorów. W lutym 2014 roku ogłoszono decyzję o transferze biznesu komputerów osobistych na Japan Industrial Partners Inc.
Ogromny sukces odniosła również konsola PlayStation 4, która zadebiutowała na rynku 15 listopada 2013 roku w Stanach Zjednoczonych, a po 3 miesiącach sprzedała się na świecie już w ponad 5 milionach egzemplarzy.
W związku z Brexitem Sony planuje przenieść swoją europejską siedzibę do Holandii do Hoofddorp, niedaleko lotniska Schiphol, poprzez połączenie z założoną rok wcześniej spółką Sony Europe BV, europejskiej Sony Europe Limited.

## Produkty

### Elektronika konsumencka
Sony jest znanym producentem urządzeń audio/video do użytku domowego. Pod tą marką sprzedawano m.in. radioodbiorniki, przenośne i stacjonarne odtwarzacze kaset magnetofonowych i dysków kompaktowych, przenośne odtwarzacze cyfrowe, wieże audio od mikrowieży przez mini-wieże po pełne wieże Hi-Fi klas QS, ES (klasa wyższa) czy R (klasa high-end, tylko na zamówienie), słuchawki, kamery wideo, magnetowidy, telewizory kineskopowe i ciekłokrystaliczne, monitory oraz nośniki audio i video. Oprócz tego oferowano sprzęt komputerowy (konsole do gier, komputery przenośne i stacjonarne), fotograficzny i telefony komórkowe.

### Sprzęt profesjonalny

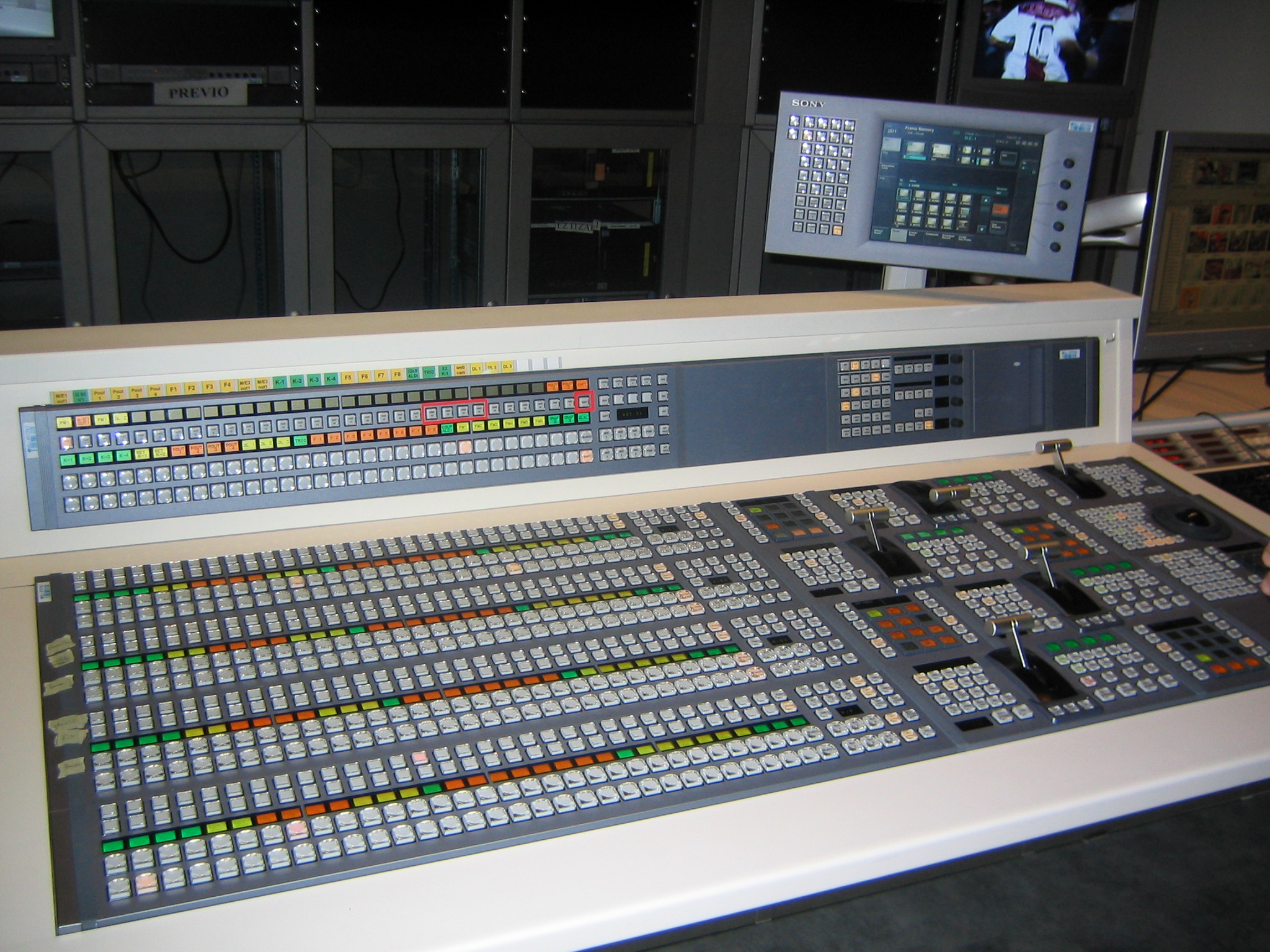
Profesjonalny mikser wideo Sony DVS-9000

Od wielu lat Sony jest producentem sprzętu dźwiękowego oraz telewizyjnego przeznaczonego do użytku profesjonalnego. Kamery telewizyjne, studyjne i reporterskie, kamkordery, magnetowidy systemu Beta, Digital Beta, monitory telewizyjne, telebimy oraz system zapisu obrazu telewizyjnego XDCAM oparty na zapisie na dyskach optycznych za pomocą niebieskiego lasera, wykorzystywane są przez wiele studiów audio-wizualnych. Jako jedna z pierwszych zaczęła wytwarzać profesjonalne produkty na szeroką skalę.

### Podzespoły elektroniczne
Sony jest również producentem podzespołów elektronicznych: układów scalonych, przetworników obrazowych CCD i CMOS stosowanych zarówno w produktach marki Sony (profesjonalnych i powszechnego użytku), ale także w urządzeniach innych producentów (np. Canon, Nikon) sprzętu fotograficznego, wideo, kamerach internetowych (Webcam).

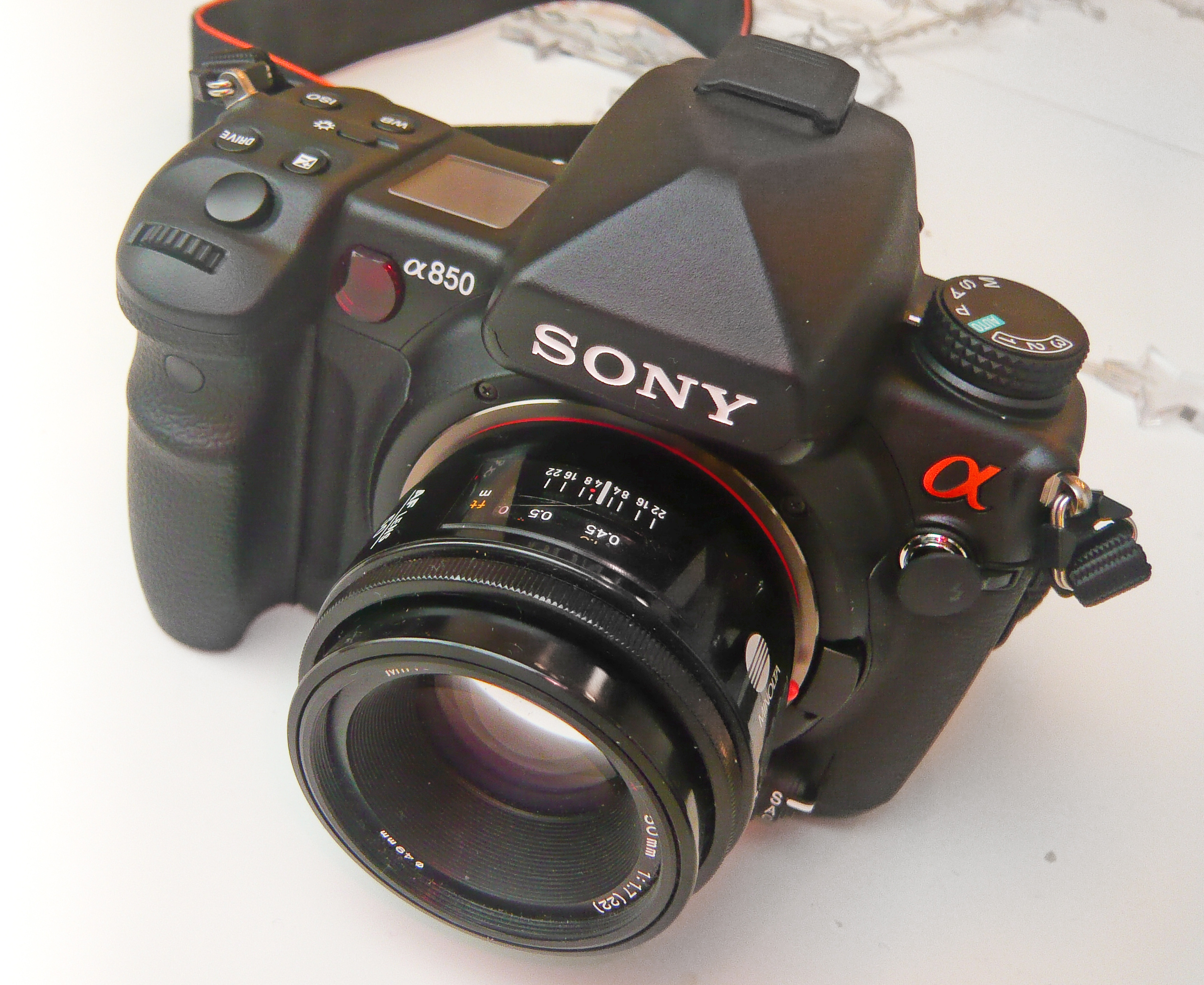
Sony α850

### Nośniki danych

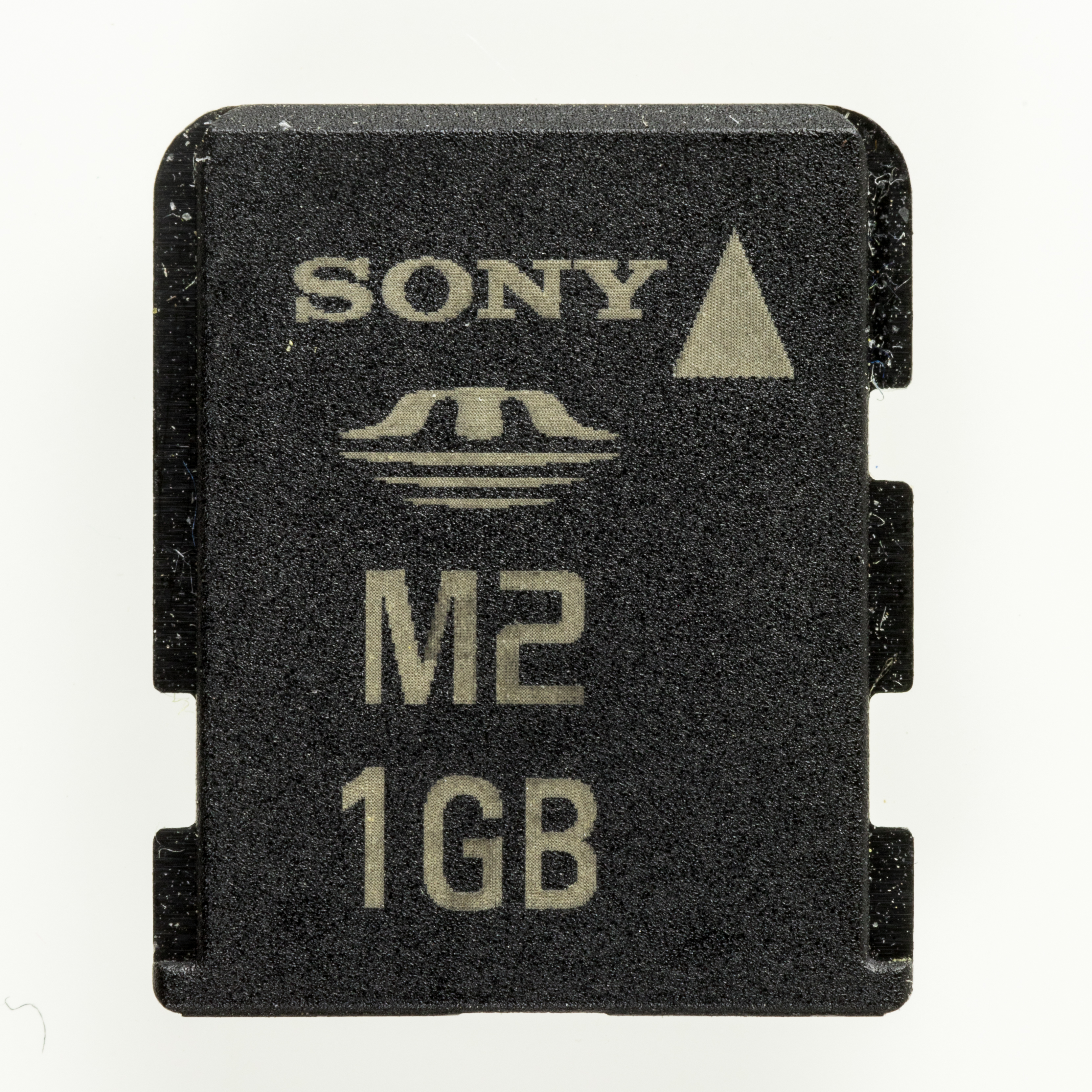
Karta pamięci Memory Stick 1GB

Sony jest producentem napędów pamięci masowych: CD-ROM, DVD-ROM, Blu-ray oraz nagrywarek CD-R, DVD-R/-RW do komputerów PC i notebooków. Zajmuje się także produkcją nośników audio, wideo oraz danych takich jak:
- kasety magnetofonowe,
- kasety Betamax,
- kasety Betacam,
- kasety Video8 i Hi8 (wycofane),
- dyski MiniDisc (zawieszono produkcję nośników i odtwarzaczy w 2011 roku, ostatecznie wycofane w lutym 2013, producenci inni niż Sony przez pewien czas mogą nadal produkować nośniki i odtwarzacze),
- dyskietki 3,5" (wycofane w 2010 roku),
- dyski UMD,
- karty pamięci Memory Stick (w różnych wersjach: PRO, Duo, PRO Duo, Micro),
- pendrive’y
- dyski zewnętrzne(inne języki) (HD-PG5B oraz HD-PG5U).

### Samochód elektryczny
W styczniu 2020 roku podczas targów CES 2020 w amerykańskim Las Vegas Sony przedstawiło pierwszy w historii przedsiębiorstwa samochód osobowy pod nazwą Vision-S. Przyjął on postać 5-drzwiowego fastbacka o napędzie elektrycznym opracowanym we współpracy m.in. z Continentalem, Boschem czy Magną. Samochód powstał jako manifestacja wizji elektromobilności według Sony, bez planów wdrożenia do seryjnej produkcji.

### Marki produktów Sony
Do najbardziej znanych marek produktów Sony należą:
- Walkman – (przenośne odtwarzacze kasetowe, z pamięcią flash oraz telefony komórkowe z odtwarzaczem muzyki)
- Discman – (przenośne odtwarzacze płyt CD)
- Data Discman(inne języki) – (elektroniczne czytniki oparte na 8-centymetrowych płytach CD, z założenia rozwinięcie discmanów)
- MiniDisc – (nośnik danych)
- Trinitron – (marka kineskopów)
- PlayStation, PlayStation 2, PlayStation 3, PlayStation 4 PlayStation 5 – (stacjonarne konsole gier wideo)
- PlayStation Portable, PlayStation Vita – (przenośne konsole gier wideo)
- Bravia – (marka telewizorów o wysokiej rozdzielczości, projektorów i PlayStation 3)
- Alpha – (system cyfrowych lustrzanek fotograficznych)
- Cyber-shot(inne języki) – (cyfrowe aparaty kompaktowe)
- Mavica(inne języki) – (cyfrowe aparaty kompaktowe, poprzednik serii Cyber-shot)
- VAIO – (komputery przenośne oraz komputery all-in-one)
- Sony Mobile Communications (wcześniej Sony Ericsson) – (oddział odpowiedzialny za smartfony)
- Sony ES (Extremely high Standard) – (seria najwyższej klasy sprzętu audio)
- Sony QS (Quality Standard) – (seria wysokiej klasy sprzętu audio, nieco niższej klasy niż seria ES)
- Sony R (Reference) – (Referencyjny sprzęt audio „high-end” np. TA-NR10, TA-ER1 czy z nowszych TA-DR1a)
- CLIÉ(inne języki) – (palmtopy oparte na systemie Palm OS)
- Xperia – (marka smartfonów)
- Stamina – (marka baterii alkalicznych o dużej wydajności)
- Xplod – (systemy car audio)
- Memory Stick – (karty pamięci)
- Vegas Pro – (półprofesjonalny program do nieliniowej obróbki audio/video)